# Schoonschip
Schoonschip war eines der ersten Computeralgebrasysteme in der Computergeschichte.

## Geschichte
Die Software wurde 1963 von Martinus J. G. Veltman entwickelt. Schoonschip bedeutet aus dem Niederländischen übersetzt "klar Schiff". Sie wurde für den Einsatz in der Elementarteilchenphysik geschrieben, insbesondere die Berechnungen von Feynman-Diagrammen. Veltman schrieb das Programm während seines Aufenthalts am SLAC. Schoonship wurde in Assemblersprache geschrieben, bei der ersten Version von 1963 in der der IBM 7094, 1966 wurde es auch auf die CDC 6600 übertragen und danach auf andere CDC-Rechner und 1983 auf den 68000 Mikroprozessor von Motorola. Es läuft auf verschiedenen auf dem 68000er Prozessor beruhenden Systemen.
Als Nachfolger kann das Computeralgebrasystem FORM gelten. Es wurde von Jos Vermaseren von NIKHEF entwickelt, ist in C geschrieben und erschien erstmals 1989.